# Hanspeter Kasper
Hanspeter Kasper (* 1945; † 26. Dezember 1974) war ein Schweizer Skilangläufer.

## Werdegang
Kasper, der für den SC Alpina St. Moritz startete und als Vermessungszeichner und Bergführer tätig war, nahm bis 1965 an Juniorenrennen teil. Dabei wurde er bei den Schweizer Juniorenmeisterschaften 1964 in St. Moritz mit der Staffel und bei den Schweizer Juniorenmeisterschaften 1965 in Langenbruck über 9 km sowie mit der Staffel jeweils Zweiter. Nach Platz sieben über 15 km bei den Schweizer Skimeisterschaften 1966 in Andermatt wurde er für die Nordischen Skiweltmeisterschaften 1966 in Oslo nominiert, wo er den 55. Platz über 15 km belegte. Im folgenden Jahr gewann er bei den Schweizer Skimeisterschaften in Einsiedeln den Meistertitel über 30 km und Silber mit der Staffel. Zudem errang er beim internationalen Rennen in Le Brassus den 12. Platz über 15 km und den 45. Platz beim vorolympischen 50-km-Lauf in Autrans. In der Saison 1967/68 holte er bei den Schweizer Skimeisterschaften 1968 Gold mit der Staffel und errang zudem den neunten Platz über 15 km. Er wurde daraufhin für die Olympischen Winterspiele 1968 in Grenoble nominiert, wo er aber kein Rennen absolvierte. In der Saison 1968/69 erreichte er mehrere Podestplatzierungen bei nationalen Rennen und holte erneut den Schweizer Meistertitel mit der Staffel. Zudem wurde er im März 1969 Siebter beim ersten Engadin Skimarathon. Nach der Saison 1968/69 trat er aus der Nationalmannschaft aus und lief in den folgenden Jahren bei nationalen Rennen. Dabei wurde er im März 1970 Fünfter beim Engadin Skimarathon und gewann bei den Schweizer Meisterschaften 1973 in Splügen Silber mit der Staffel.
An Weihnachten 1974 starb Kasper am Mont Blanc auf einer Höhe von 4500 m an den Folgen einer Erschöpfung.